# Triorbis cuprea
Triorbis cuprea är en fjärilsart som beskrevs av Clayton Dissinger Mell 1943. Triorbis cuprea ingår i släktet Triorbis och familjen trågspinnare. Inga underarter finns listade i Catalogue of Life.